# Coco König
Helena Coco König (Bécs, 1996. május 13. –) magyar származású osztrák színésznő.

## Élete
Peter König bécsi osztrák vállalkozó (az Alukönigstahl felügyelőbizottsági tagja) és Czapolai Barbara magyar műtörténész gyermekeként született. Születési neve Helena, a „Coco” név bátyjának köszönhető, mivel tőle kapta becenévként. Középiskolai tanulmányait a bécsi Theresianumban, később a svájci Lyceum Alpinum Zuoz bentlakásos iskolában folytatta, ahol nemzetközi érettségit szerzett 2014-ben. 2015 őszétől a New York Egyetemen politikát, történelmet, valamint emberi jogokat tanul, a mesterképzést viszont már Londonban végzi el.
Első színészi tapasztalatait a Bécsi Gyermekszínházban szerezte. 15 évesen egy vacsorán találkozott a híres színházi rendezővel, Luc Bondyval (aki a párizsi Odéon Színház igazgatója volt), akinek elmondta, hogy színésznő szeretne lenni, és nagyon örülne, ha egyszer szerepet kaphatna nála. Pár héttel később Bondy felvette vele a kapcsolatot, és adott egy mellékszerepet neki „Az aranjuezi szép napok” című Peter Handke-darabban a bécsi Akademietheaterben. Bondy a mentora lett a fiatal lánynak, szerepeltette több általa rendezett színdarabban, neki köszönhetően 2013 tavaszán Flipote szerepében tűnt fel a Tartuffe-ben a bécsi Burgtheater kamaraszínházaként működő Akademietheater-ben, valamint 2013 októberében a Berliner Ensemble-ban játszott a „Don Juan visszatér a háborúból” című darabban, majd 2015 elején az „Ivanov” című darabban játszott a párizsi Odéon Színházban. 
2016 szeptemberében a salzburgi Landestheaterben tűnt fel Edelreich Amália szerepében A haramiákban Matthias Hartmann rendezésében. A produkciót később a hamburgi színházban, valamint a bécsi Népszínházban (Volkstheater) is bemutatták.
2016-ban Edelényi János Jutalomjáték című dráma-vígjátékában főszereplő volt Brian Cox oldalán, az Angliába települt fiatal magyar színésznő, Dorottya szerepében. A film a Palm Springs-i Nemzetközi Filmfesztiválon nagy sikert aratott. Ugyanezen évben az Assassin’s Creed filmváltozatában is játszott.
2020-ban a Virtuózok című komolyzenei tehetségkutató műsor harmadik adásának szuperzsűri tagja.
Szülei révén németül és magyarul anyanyelvi szinten beszél, valamint folyékonyan beszél angolul és franciálul is.

## Filmszerepei, sorozatszerepei
- 2016: Jutalomjáték – Dorottya
- 2016: A haramiák (tévéfilm) – Amalia[3]
- 2016: Assassin’s Creed (film)
- 2018: Oltári csajok – némettanárnő[4]
- 2019: To the Boats (rövidfilm)